# Mercedes-Benz Türk

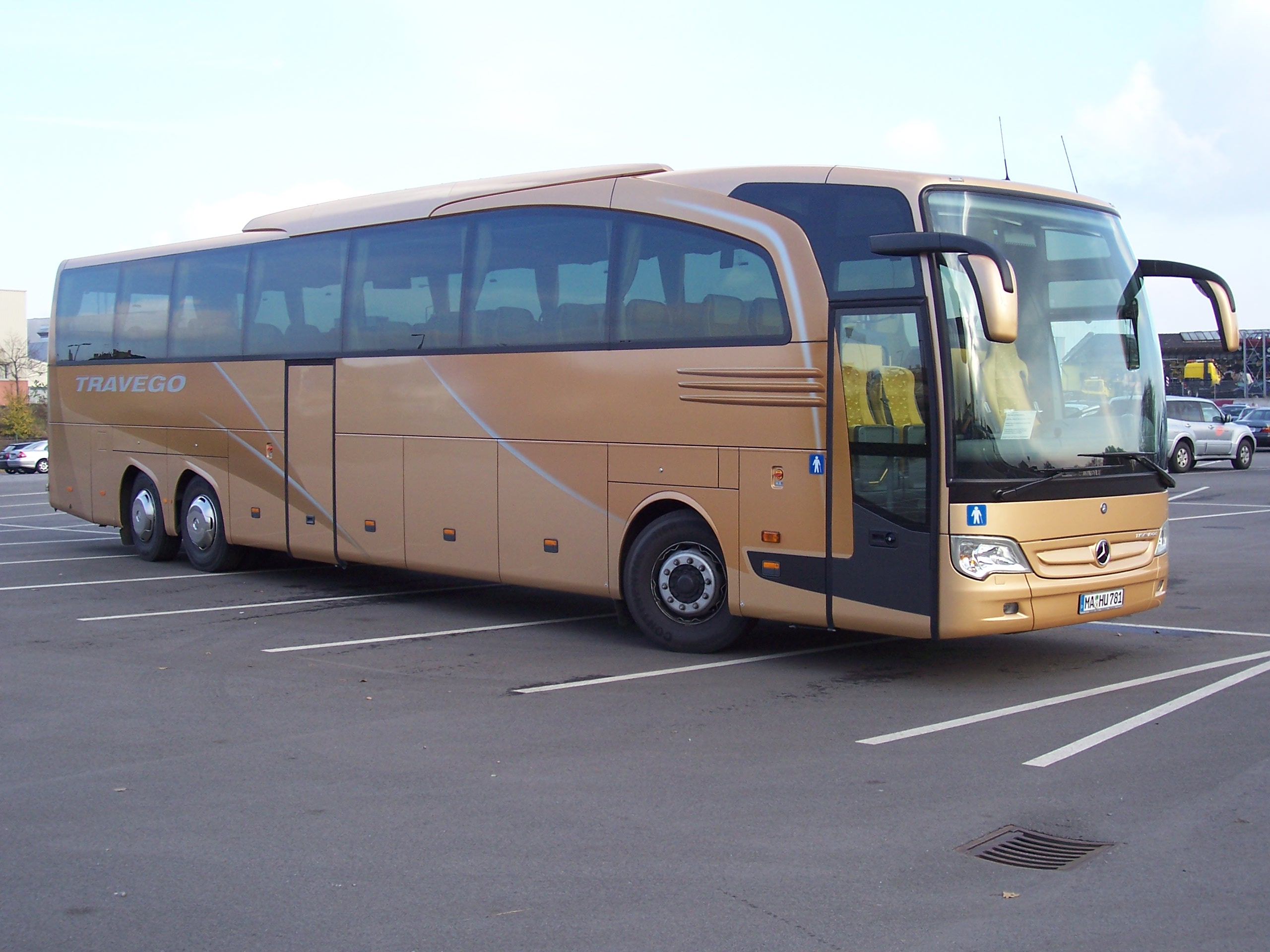
Mercedes-Benz Travego

Mercedes-Benz Türk A.Ş. — производитель автобусов под маркой Mercedes-Benz, является один из крупнейших производителей автобусов. Штаб-квартира находится в Стамбуле. Производит автобусы преимущественно для стран Европы и Средней Азии.

## Этапы развития

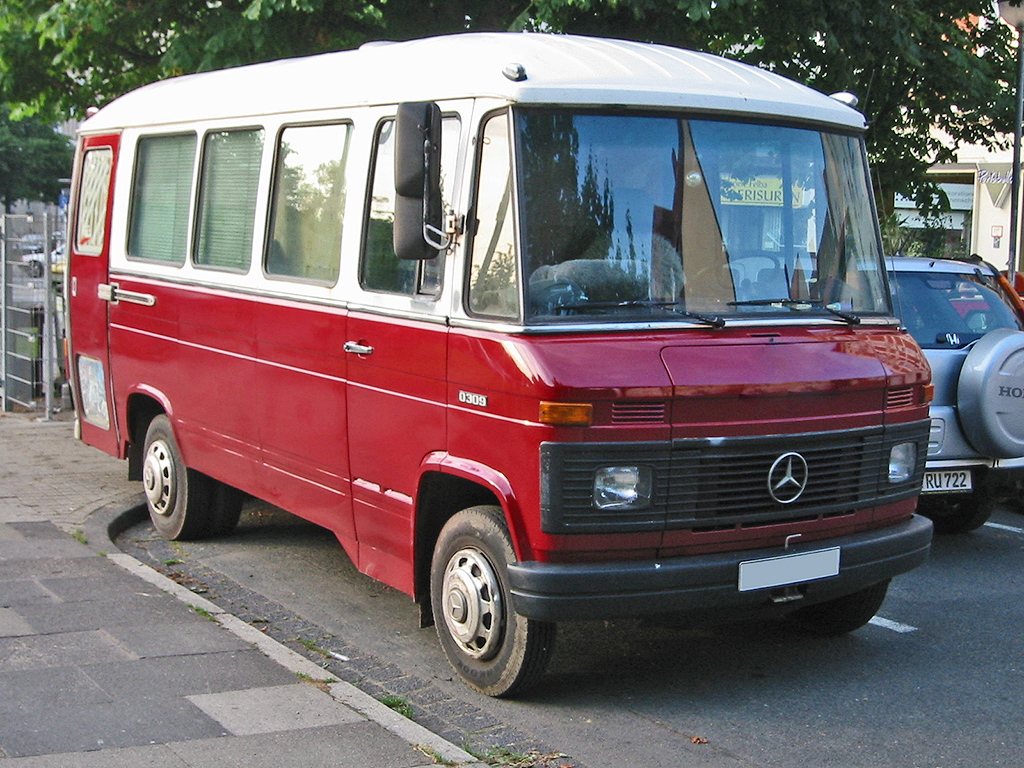
Mercedes-Benz O309

Mercedes-Benz Omnibusse производит автобусы с 1895 года в городе Мангейм Германии.
Компания Mercedes-Benz внедрилась в Турцию в конце 60-х годов прошлого столетия. 1967 г. — на берегах Босфора швабы основали компанию «Otomarsan Otobüs ve Motorlu Araçlar Sanayii A.Ş.» по выпуску автобусов. Сборка осуществлялась на заводе «Давутпаша» в Стамбуле. Объёмы производства постоянно росли, и скромных мощностей стамбульского предприятия оказалось недостаточно. Компании принадлежало 36 % акций. Остальные 64 % поделили между собой на паритетных началах две турецкие компании — Mengerler Ticaret T.A.S и Has Otomotiv. Первой выпущеной моделью был Mercedes O302.
Через 2 года после начала производства Otomarsan стал экспортировать свою продукцию и немало в этом преуспел. Из 42000 автобусов, выпущенных с 1968 года, более 17000 было отправлено за пределы Турции.
- 1986 — открылся завод в Аксарае (собирает грузовики).
- 1990, ноябрь — турецкое отделение DaimlerChrysler AG получило название Mercedes-Benz Turk A.S. До этого было известно как «Otomarsan».
- 1993 — был заложен первый камень в основании ещё одного завода — «Хошдере» под Стамбулом, который спустя два года вошёл в состав действующих. Кузова автобусов сваривали на заводе в Давутпаша, затем их перевозили в Хошдере, где их красили и окончательно собирали.
- 1995 г. — автобусное отделение Mercedes вошло в состав группы EvoBus GmbH, принадлежащей транснациональному концерну Daimler Chrysler AG.
- 2004 — в Хошдере собрали в общей сложности 2103 автобуса, из них Tourismo — 1327 ед., Intouro — 193 ед., Conecto — 583 ед.
- 2005 — Mercedes-Benz Turk A.S. выступает в качестве турецкого импортера мерседесовских фургонов, микроавтобусов и легковых автомобилей. В настоящее время отчасти эта схема сохранена. Скелеты городских Conecto и туристических Tourismo по-прежнему варят в Давутпаша, а в Хошдере осуществляется их окраска и сборка. А кузова междугородного Intouro приходят в Турцию из Германии.

После модернизации завод в Хошдере превратился в полноценное сборочное предприятие со сваркой, окраской и сборкой. На модернизацию завода ушло 75 млн евро. Это половина всех инвестиций за последние 10 лет, направленных DaimlerChrysler AG на развитие автобусного производства на родине Ататюрка. В результате расширения производства общая площадь завода в Хошдере составляет сейчас 360 000 м², из них 115 000 м² — под крышей, на предприятии занято 2055 человек.
2006 г. — в Турции наладили сборку флагманского мерседесовского лайнера MB Travego, который собирается по полному циклу в Хошдере. Местный рынок активно откликнулся на новинку и завод сразу получил 550 заказов.
На предприятиях Mercedes-Benz Turk A.S. занято 2055 человек.
С 2007 г. прекращён выпуск MB Intouro, завод Давутпаша продан и в 2007 году будет закрыт.

## Модельный ряд
Модельный ряд автобусов Mercedes включает все современные классы автобусов:
- мини-автобусы Sprinter, Vario, Medio;
- городские модели Cito, Capacity, Conecto (модификации C,G,O);
- пригородные Integro (серии H, L), Citaro (модификации U, LU, GU, MU), Conecto (модификации U, H, E);
- туристические Tourino, Travego (модификации RH, RHD, L, M), Tourismo (RHD, SHD), Intouro (RH, RHD).

Mercedes-Benz Sprinter, переднемоторные мини-автобусы, относящиеся к лёгкому классу; полной массой от 2,8 до 4,6 т, созданные на рамном шасси развозного грузовика.
Mercedes-Benz Vario созданы в 1996 году на шасси семейства коммерческих фургонов Vario-814D и предназначены для пригородного сообщения или в качестве школьных автобусов, а также маршрутных такси.
Mercedes-Benz Medio, междугородние автобусы среднего класса с оригинальным панельно-каркасным кузовом вагонной компоновки. Существует 2 версии Medio: Classic для 25 пассажиров с комфортабельным салоном; и пригородная версия Eco, с более утилитарным салоном с 31 местом.
Mercedes-Benz Capacity, семейство низкопольных городских и пригородных автобусов. Включает двухосные модели соло (C-городской, U и MU-пригородные), трёхосный 15-метровый Citaro L и сочленённую модель G, а также новый 13,1-метровый пригородный Citaro MU.
Mercedes-Benz Conecto включает городскую соло-модель C (другой индекс O345G) и сочленённую модель G, а также пригородные (U и H) и школьные (E и ME).
Mercedes-Benz Intouro, туристические автобусы производства Mercedes-Benz Turk A.S., предназначенные для экспорта.
Mercedes-Benz Tourismo, семейство междугородних и туристических автобусов повышенной комфортности, выпускающиеся Mercedes-Benz Turk A.S.
Mercedes-Benz Travego, флагманский туристический лайнер VIP-класса. Семейство Travego состоит из двухосной модели 15 RH и трёхосных 15 RHD, 17 RHD. В 2004 году семейство пополнилось 12,8-метровой версией Travego M (16 RHD).

### Особо малый класс

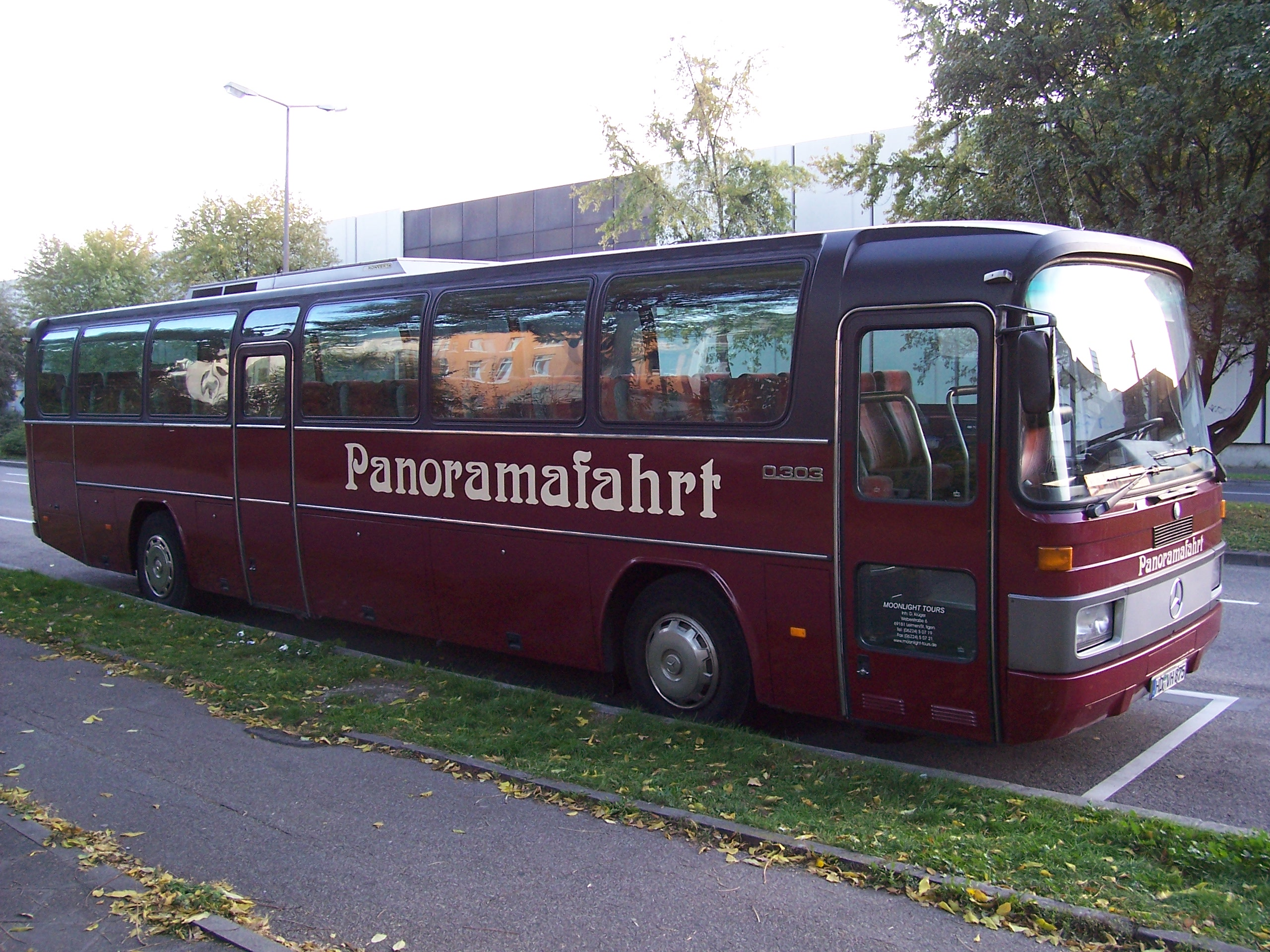
Mercedes-Benz O303

- Mercedes-Benz Sprinter
- Mercedes-Benz Vario
- Mercedes-Benz Medio O815
- Mercedes-Benz Viano

### Средний класс

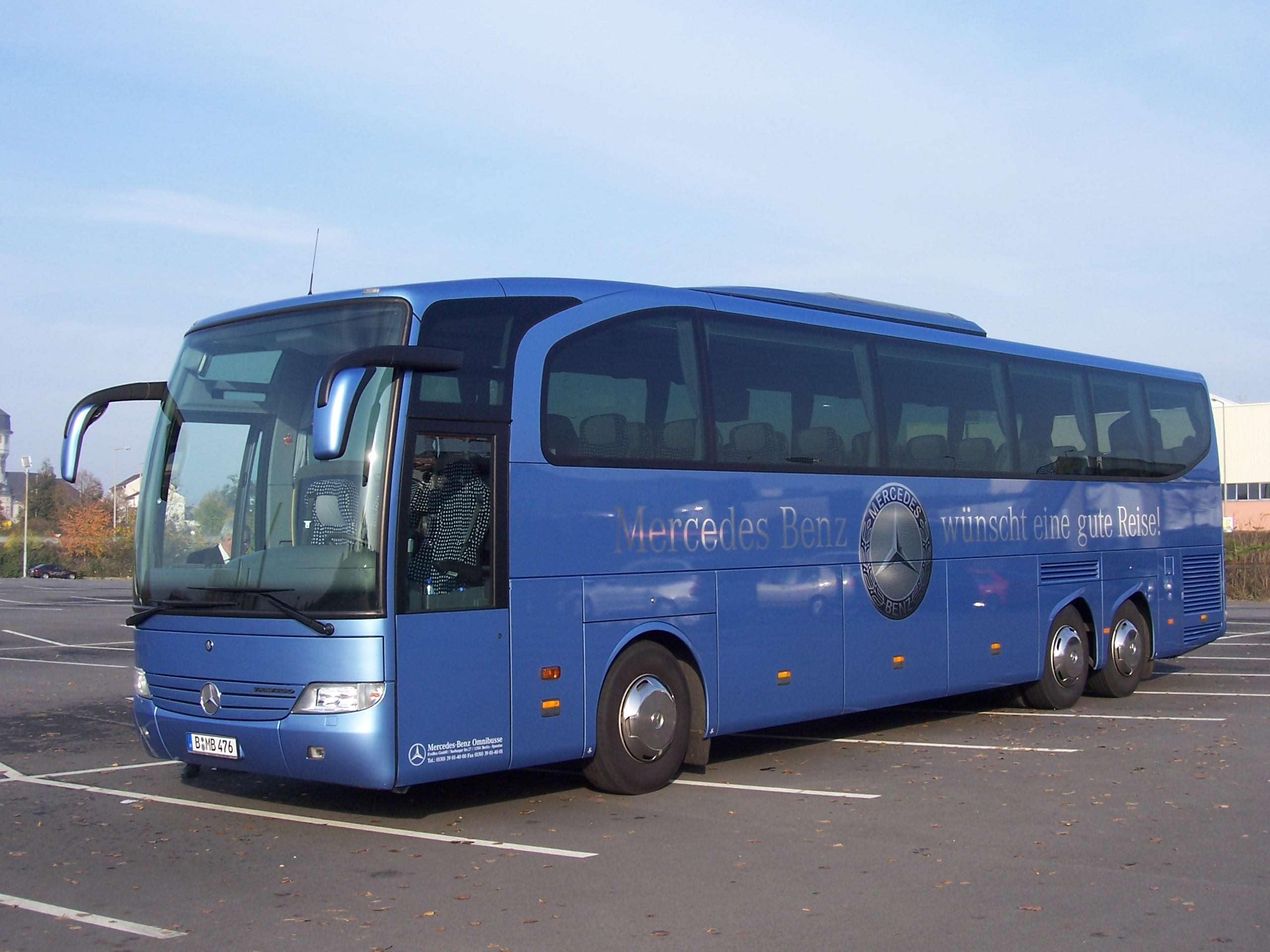
Туристский Mercedes-Benz Travego

- Mercedes-Benz Tourino

### Большой и особо большой класс
- Mercedes-Benz Citaro
- Mercedes-Benz Citaro O
- Mercedes-Benz Citaro U
- Mercedes-Benz Citaro MU
- Mercedes-Benz Citaro L
- Mercedes-Benz Citaro G
- Mercedes-Benz Intouro
- Mercedes-Benz Integro
- Mercedes-Benz Integro H
- Mercedes-Benz Integro M
- Mercedes-Benz Integro L
- Mercedes-Benz Conecto H
- Mercedes-Benz Conecto U
- Mercedes-Benz Conecto S
- Mercedes-Benz Tourismo RHD
- Mercedes-Benz Tourismo SHD
- Mercedes-Benz Travego 15RH
- Mercedes-Benz Travego 15RHD
- Mercedes-Benz Travego M 16RHD
- Mercedes-Benz Travego 17RHD

### Модели, снятые с производства
- Mercedes-Benz O302
- Mercedes-Benz O303
- Mercedes-Benz O305, O305G
- Mercedes-Benz O307
- Mercedes-Benz O309
- Mercedes-Benz O317
- Mercedes-Benz O321H
- Mercedes-Benz O322
- Mercedes-Benz O325
- Mercedes-Benz O370
- Mercedes-Benz O371
- Mercedes-Benz O400
- Mercedes-Benz O404
- Mercedes-Benz O405, O405G

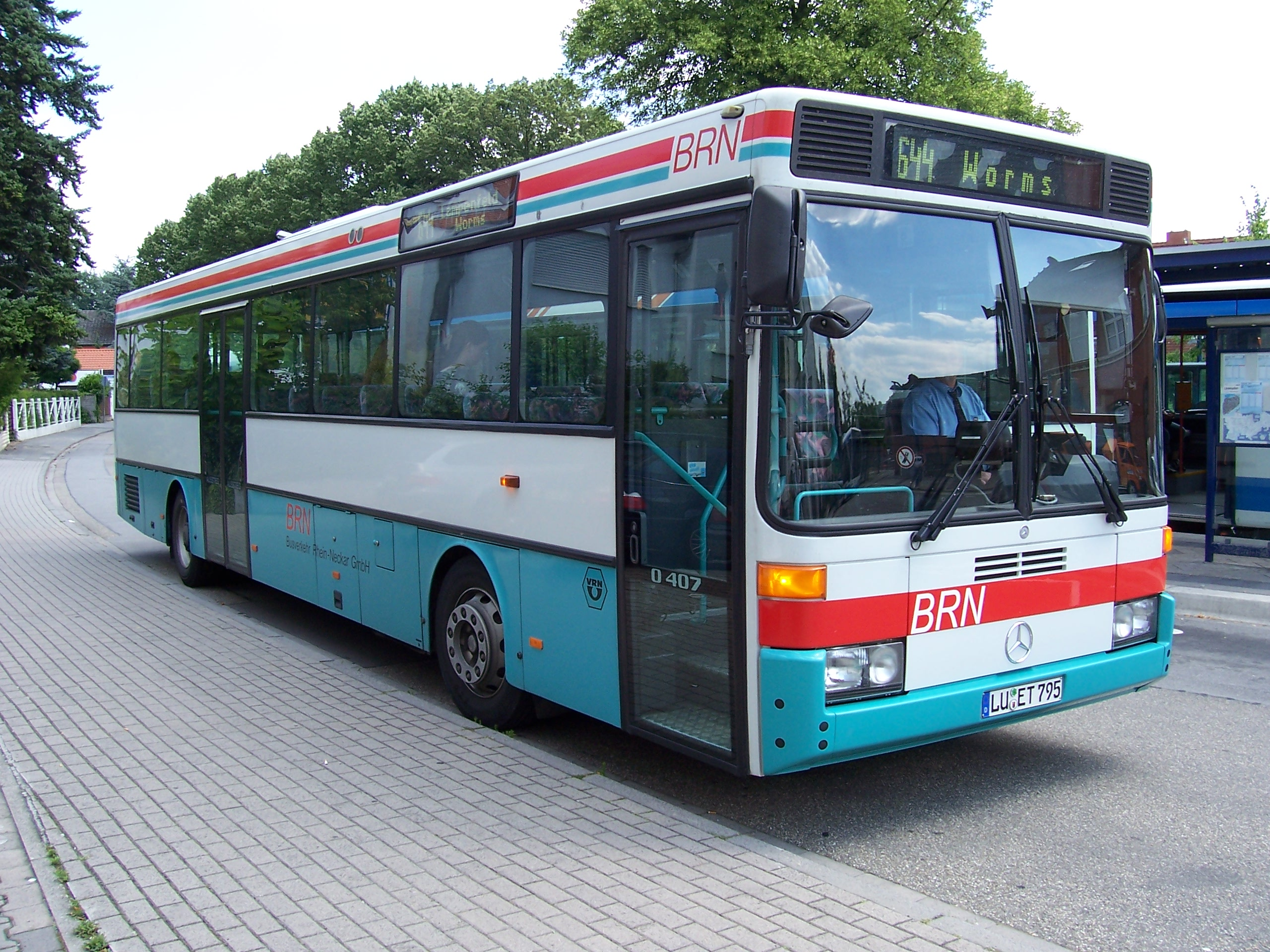
Mercedes-Benz O407

- Mercedes-Benz O405N, O405GN, O405N-2, O405GN-2
- Mercedes-Benz O405NH
- Mercedes-Benz O407
- Mercedes-Benz O408